# Formazione di Chiusole
La formazione di Chiusole è un'unità litostratigrafica dell'Eocene inferiore affiorante lungo il fianco settentrionale del Monte Bondone, in Trentino-Alto Adige, principalmente tra le località di Sardagna e Sopramonte.

## Litologia
La formazione è costituita da calcari micritici, più o meno glauconitici, contenenti radiolari e foraminiferi planctonici. La stratificazione è generalmente sottile (10–30 cm), talvolta lastriforme, con presenza di selce (da grigia a bruniccia) in noduli o letti e con sottili interstrati marnoso-argillosi.
Il passaggio superiore alla formazione di Malcesine è graduale, marcato da un progressivo incremento di calcareniti bioclastiche, in prevalenza nummulitiche.
Sono distinguibili due principali litofacies, parzialmente eteropiche:
- calcari micritici in strati centimetrici, con selce in noduli e liste;
- calcari e calcareniti bioclastici in strati decimetrici, con intercalazioni di marne grigie di spessore variabile (particolarmente abbondanti nella zona di Sopramonte), che tendono a diminuire di frequenza verso l’alto della successione.

Lo spessore totale della formazione varia tra gli 80 e i 90 metri.
Il limite inferiore con la Scaglia rossa è evidenziato dalla presenza di un orizzonte di hardground ferrifero-fosfatico, spesso pochi centimetri, discordante sull’unità Basalto della Val Lagarina e paraconcordante sull’unità Formazione di Val d’Agola. Sono presenti croste centimetriche-decimetriche polimetalliche, prevalentemente ferrifero-fosfatiche, di colore giallastro-ocra o bruniccio (talvolta policrome), direttamente saldate al tetto della Scaglia Rossa, contenente Globotruncana generalmente maastrichtiana, intensamente alterata dai processi di sostituzione.

## Paleontologia

### Lagerstätte di Solteri
Negli anni settanta è stato scoperto un Lagerstätte dell'Ypresiano in una cava a Solteri, presso Trento. La fauna fossile, eccezionalmente conservata, è rimasta per decenni trascurata, nonostante il suo potenziale scientifico, ma nel biennio 2024/2025 sono stati pubblicati studi riguardanti questa peculiare fauna.

#### Crostacei
La fauna a crostacei comprende membri degli ordini:
- Pleocyemata (infraordine Caridea)
- Dendrobranchiata (superfamiglia Penaeoidea)
- Astacidea (sezione Homarida)
- Brachyura

Tra i nuovi taxa descritti:
- Venzia ypresiana (Caridea)
- Solteria spinosa (Caridea)
- Trentastacus levis (Homarida)[3]

#### Ittiofauna
L’ittiofauna di Solteri è composta da circa 300 esemplari, rappresentativi di ambienti mesopelagici. Comprende rappresentanti degli seguenti ordini e famiglie:
- Stomiiformes (Gonostomatidae, Phosichthyidae)
- Myctophiformes (Myctophidae)
- Percomorpha (Gempylidae, Centrolophidae)

Sono stati descritti diversi generi e specie:
- Ammutichthys loricatus
- Eogorgon bizzarinii
- Eomyctophum mainardii
- Erebusia tenebrae
- Krampusichthys tridentinus
- Laurinichthys boschelei
- Scopeloides bellator, S. violator
- Solterichthys macrognathus
- Wudelenia diabolica[4]

Questa fauna costituisce una delle più antiche associazioni mesopelagiche del Cenozoico note in Europa, paragonabile per età al più noto Lagerstätte di Bolca (anche se leggermente più antico), ma differente per ambiente deposizionale.

#### Rilevanza paleoambientale
Il sito di Solteri ha una rilevanza paleoclimatica significativa: documenta le comunità pelagiche della Tetide occidentale durante il declino del Massimo termico del Paleocene-Eocene, un periodo contraddistinto da temperature globali elevate e alti livelli di CO₂ atmosferica.